# Le Vaudioux
Le Vaudioux är en kommun i departementet Jura i regionen Bourgogne-Franche-Comté i östra Frankrike. Kommunen ligger i kantonen Champagnole som tillhör arrondissementet Lons-le-Saunier. År 2022 hade Le Vaudioux 166 invånare.

## Befolkningsutveckling
Antalet invånare i kommunen Le Vaudioux
Referens:INSEE